# 廣岡まりあ
廣岡 まりあ（ひろおか まりあ、1998年4月8日 - ）は、日本のタレント・キャスター。元ファッションモデル。愛知県名古屋市出身。ホリプロに所属。

## 略歴
- アメリカ合衆国、ミズーリ州生まれの帰国子女[1]。
- 同志社大学グローバル地域文化学部グローバル地域文化学科卒業[1]。
- 小学4年生から6年生まで、ジュニアファッション誌『ニコ☆プチ』にてモデルとして活動。編集部考案のセレブ読者モデルというキャッチコピーでカリスマ的存在となる[2]。
- 2歳年上の兄が1人いる。
- スカウトを受け、プラチカに所属。
- 2010年10月1日、ブログ運営を開始するも、中学受験のため芸能活動を休止。合格後は一時復帰したが中学進学後、芸能活動ならびにブログを引退。
- 2017-2019年、ナゴヤドームベースボールメイツを務めた(2018-2019年はリーダー)[1]。
- 2021年からホリプロに所属。タレント・キャスターとして活動している。

## 人物
- 保有資格は世界遺産検定マイスター（最高得点で合格）、日本漢字能力検定2級、ニュース時事能力検定準2級、韓国語能力試験(TOPIK) 2級、乗馬ライセンス[1]。
- 特技は50音世界遺産知識[1]、お菓子作り、少しマニアックなモノマネをすること[3]。
- 趣味はスポーツ観戦、球場巡り、世界遺産巡り、アニメ鑑賞[1]。
- 王林と生年月日が同じ。

## 出演

### 雑誌
- ニコ☆プチ（新潮社、2008年 - 2011年）
- キッズスタイル（オリコン、2007年）

### スチール
- BANANACHIPSカタログモデル（2007年 - 2008年）
- BANANACHIPS HP（2007年）
- キッズオンライン（2010年）
- 美学⽣図鑑（2020年）

### ショー
- 東京トップキッズコレクションTTKCファッションショー（2009年・2010年）
- BANANACHIPS×スーパーストーミーガールズファッションショー（2008年）
- 福岡アジアコレクション（2010年）
- めちゃモテ×ニコ☆プチガールズコレクション（2010年）

### TV
- ピラメキーノ 子役6人恋物語（テレビ東京、2009年）
- 真相報道 バンキシャ!（日本テレビ、2009年）
- 東京カワイイ★TV（NHK、2009年）
- うんちく・しりすぎ（日本テレビ、2010年）
- 中⽇ドラゴンズ関連番組（東海テレビ、東海ラジオ、ケーブルテレビ等、2017年 - 2019年）
- ボクの殺意が恋をした（読売テレビ、2021年7月4日） - 劇中ニュースのナレーションを担当
- 小島よしおの虫歯撲滅おっぱっぴーPROJECT（千葉テレビ放送、2022年）- アシスタント
- 夫を社会的に抹殺する5つの方法 Season2（2024年1月10日 - 3月27日、テレビ東京） - アナウンサー 役

### CM
- OBC 勘定奉行「奉行V ERP クラウド 記者会見編」（2022年）

### その他
- タートピッ!（JRA、2022年 - 2023年） - リポーター